# 淀粉样变
類澱粉沉積症（英語：Amyloidosis），又稱類澱粉堆積症或澱粉樣變，是類澱粉蛋白（一種異常蛋白質）沈積在組織引起的疾病。類澱粉沉積症的病徵視乎澱粉樣蛋白沉積的所在地而有所不同，有腹瀉、體重減輕、容易疲倦、舌頭腫脹、出血、麻木、姿位性低血壓、腿部腫脹或脾臟腫大。
類澱粉沉積症肇因於特定蛋白質錯誤摺疊並堆積，約可分為三十類；類澱粉沉積症可分為局部性及全身性，最常見的四種系統性分別是AL、AA、Ab2M、和遺傳與老年相關的（ATTR）。有些患者是因遺傳患病，其他則是後天得病。
若患者出現蛋白尿與器官腫大或多發性神經病變，則有可能是罹患類澱粉沉積症，但發病原因尚屬未知；可藉由接受活體組織切片以供診斷，但由於症狀各有不同，往往需要一段時間才能確診。
治療會以降低沉積蛋白質量為主，有時候找出潛在病因並治療就能達成前述目的。平均每年每百萬人中會出現約 3-13 例 AL 類和 2 例 AA 類澱粉沉積症，此兩類患者的常見患病年齡約在 55 至 60 歲之間。如不接受治療，患者預期壽命約在六個月到四年。在已開發國家中，每千人約有1人死於此症。早在1639年，就已有類澱粉沉積症的記敘。

## 分類
澱粉樣變性可以分為以下各種類型
- 原發型皮膚型澱粉樣變性 (Primary cutaneous amyloidosis)
  - 老年性黃斑澱粉樣變性 (Macular amyloidosis)
  - 皮膚澱粉樣變性苔蘚 (Lichen amyloidosis)[7]，丘疹性澱粉樣變性(Papular amyloidosis)亦屬同類
  - 結節型澱粉樣變性 (Nodular amyloidosis)
- 原發型系統型澱粉樣變性 (Primary systemic amyloidosis)
- 繼發型皮膚型澱粉樣變性 (Secondary cutaneous amyloidosis)
- 繼發型系統型澱粉樣變性 (Secondary systemic amyloidosis)
- 家族遺傳型澱粉樣變性 (Heredofamilial amyloidosis)

## 診斷
蛋白可以透過對受影響的組織進行顯微鏡化驗而確診。透過對化驗組織作剛果紅染色，可以在病理學上找出細胞外的澱粉樣蛋白沉積，再利用偏振光觀察，澱粉樣蛋白的沉積會呈現一種蘋果綠色的雙折射光。其他方法可以更精確地辨別澱粉樣蛋白。活體組織切片會從受影響的器官（例如：腎臟）取得，又或在系統性澱粉樣蛋白沉積的情況，會從直腸、牙齦或網膜（前腹脂肪組織）。
此外，所有的澱粉樣蛋白沉積都含有血清澱粉樣P成分(SAP)，一種pentraxin家族的循環蛋白。核素SAP掃描已經開發，可以在解剖學上找出病人身上的澱粉樣變所在處。
在少數病人身上，澱粉樣變性以一種皮下出血的形式出現，被稱為澱粉樣紫癜。這種類型的病變可能會在周邊地區發現。

## 澱粉樣蛋白的分類
現代對澱粉樣蛋白的分類取自大多數沉澱的蛋白種類的英文縮寫，以"A"字開頭。例如：由transthyretin引起的澱粉樣變會被稱為"ATTR"。在不同的病人中，沉積的模式可能有所不同，但差不多只有一種遺傳性澱粉樣蛋白。

### 標準分類
以下為比較常見的澱粉樣蛋白簡單描述：
| 縮寫 | 澱粉樣蛋白類型        | 描述                                       |  |
| ---- | --------------------- | ------------------------------------------ |  |
| AL   | 澱粉樣輕鏈            | 包含了從血漿細胞演變的免疫球蛋白輕鏈(λ,κ)  |  |
| AA   | serum amyloid A       | 在肝產生的非免疫球蛋白 攻擊除了CNS所有器官 |  |
| Aβ   | β amyloid             |                                            |  |
| ATTR | Transthyretin         |                                            |  |
| Aβ2m | Β2-微球蛋白           |                                            |  |
| IAPP | Amylin                |                                            |  |
| PrP  | Prion related protein |                                            |  |

人類孟德爾遺傳學包括以下各類：
| 人類孟德爾遺傳學 | Gene                                     | Name                                        | Number   |
| 176300           | Transthyretin                            | Senile systemic amyloidosis                 | (type 1) |
| 105120           | 凝溶胶蛋白                               | Finnish type amyloidosis                    | (type 5) |
| 105150           | 胱抑素C                                  | Cerebral amyloid angiopathy, Icelandic type | (type 6) |
| 105210           | Transthyretin                            | 脑膜                                        | (type 7) |
| 105200           | 载脂蛋白, Fibrinogen alpha chain, 溶菌酶 | 家族性腎澱粉樣變                            | (type 8) |
| 105250           | OSMR                                     | Primary cutaneous amyloidosis               | (type 9) |
| 176500           | ITM2B                                    | Cerebral amyloid angiopathy, British type   | -        |
| 609065, 605714   | 前類澱粉蛋白質                           | Dutch type / Italian type / Iowa type       | -        |

### 另類分類
另一種比較舊式及臨床式的分類法如下：
- “系統性”或“局部性”的分類：
  - 系統性澱粉樣變性是指那些會影響超過一個器官或系統的病變，包括有：AL、AA及Aβ2m[12]。
  - 局部性澱粉樣變性是指那些只影響一個器官或組織類別的病變，包括有：Aβ、IAPP（英语：IAPP）、心房利鈉肽 (in isolated atrial amyloidosis（英语：atrial amyloidosis）)及降鈣素 (in 甲狀腺髓質癌)[12]

## 患有類澱粉沉積症的名人
- 羅伯特·喬丹（《時間之輪》系列的作者）
- 戴維·朗伊（紐西蘭總理）
- 馬丁·麥吉尼斯（北愛爾蘭第一副部長）
- 豬木寬至（日本摔角界與政壇的傳奇人物）
- 木村貴宏（《Code Geass 反叛的魯路修》系列的角色設計師）
- 佩爾韋茲·穆沙拉夫（巴基斯坦總統）

## 更多圖片

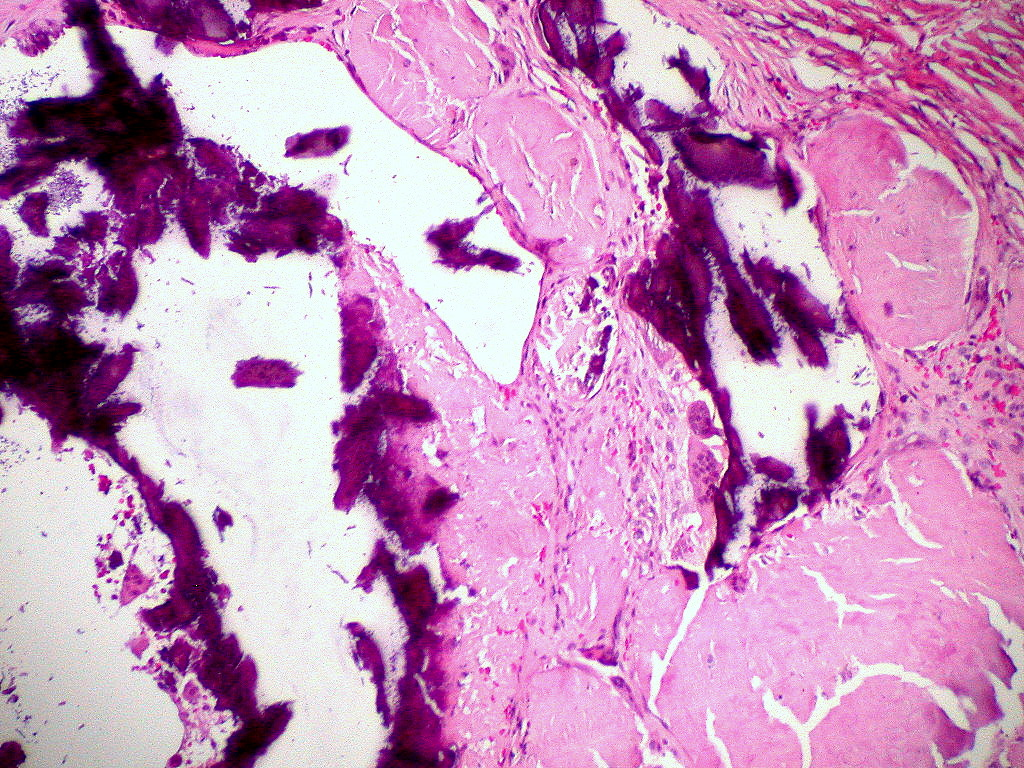
Amyloidosis, dystrophic calcification（英语：dystrophic calcification）
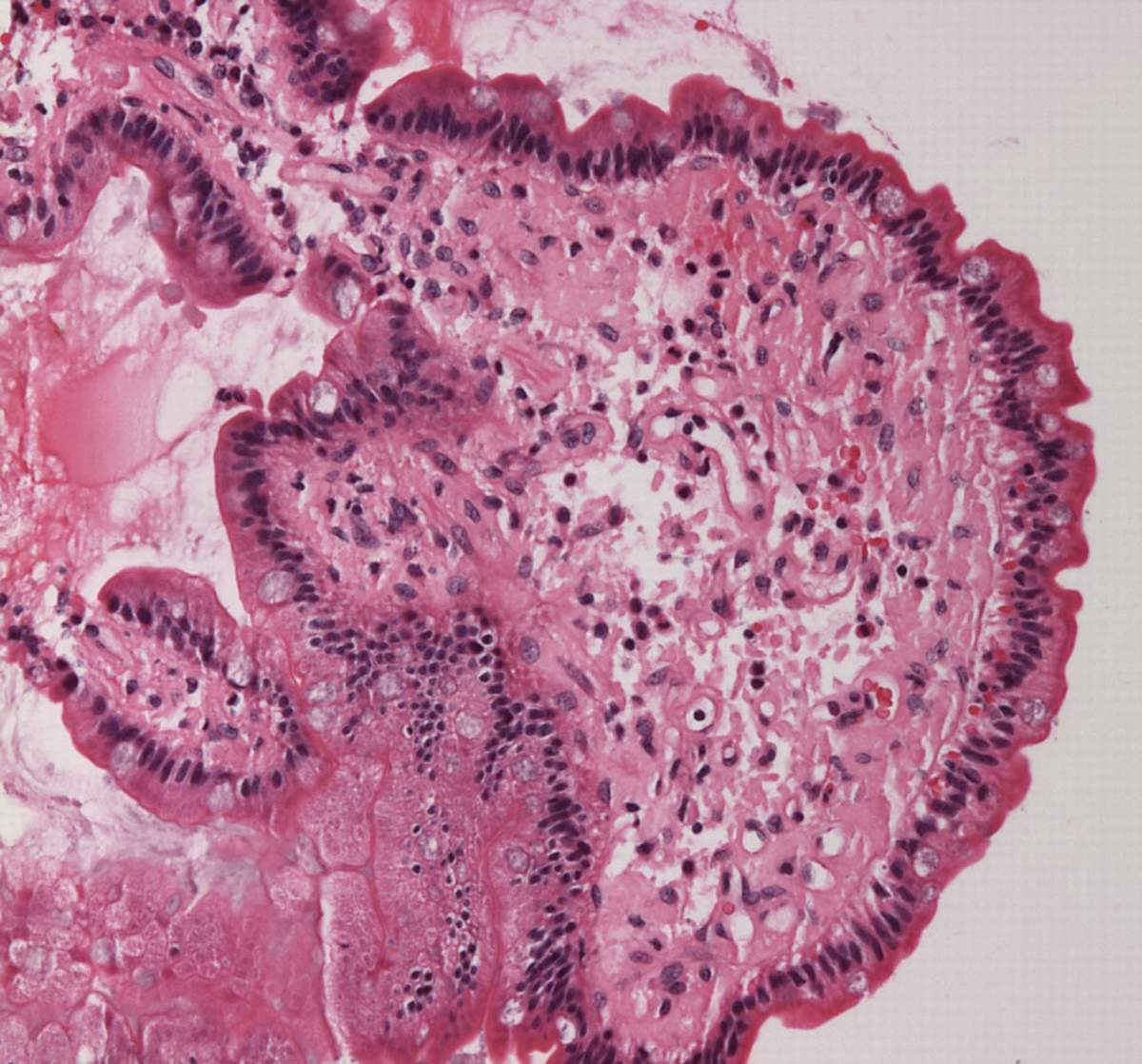
Small bowel duodenum with amyloid deposition 20X
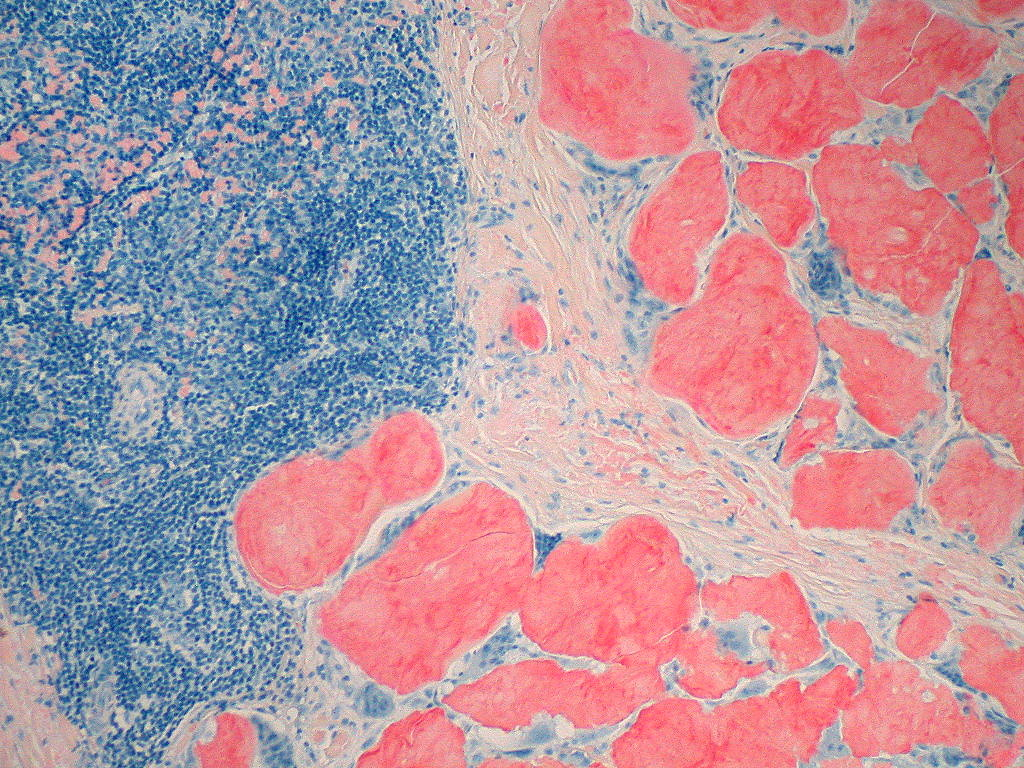
Amyloidosis, Node, Congo Red
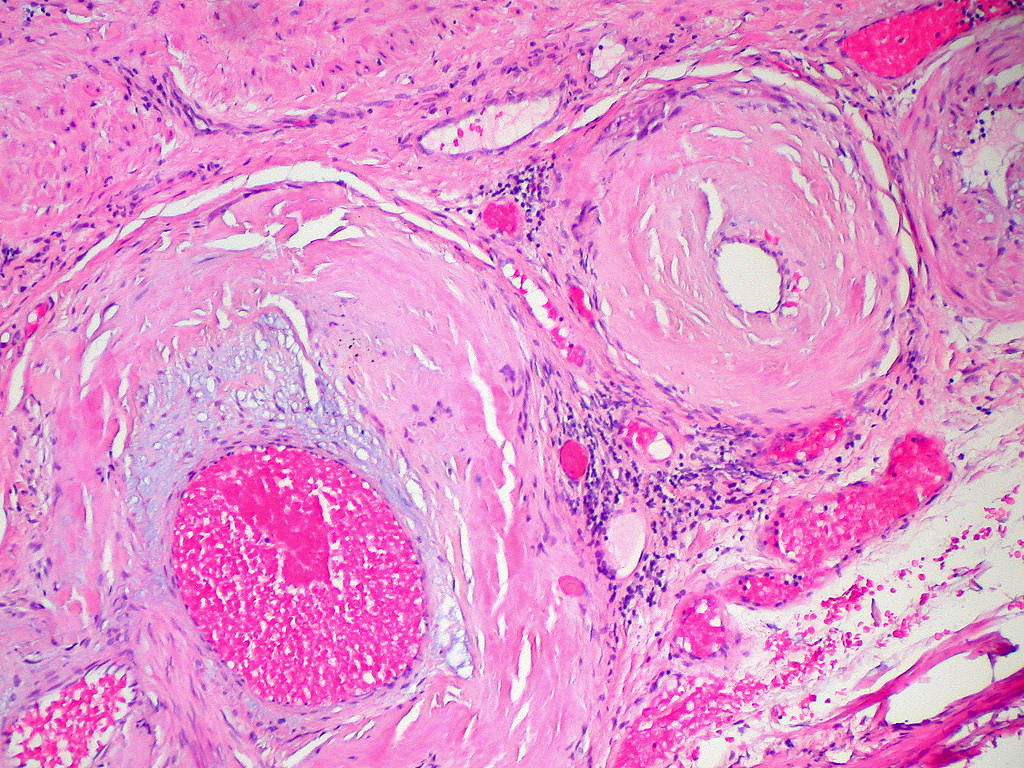
Amyloidosis, blood vessels, H&E
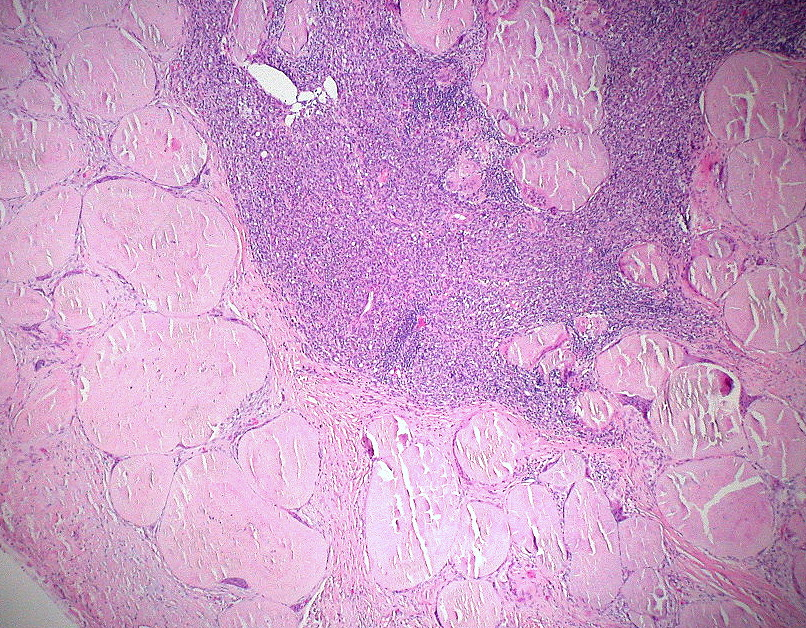
Amyloidosis, lymph node, H&E
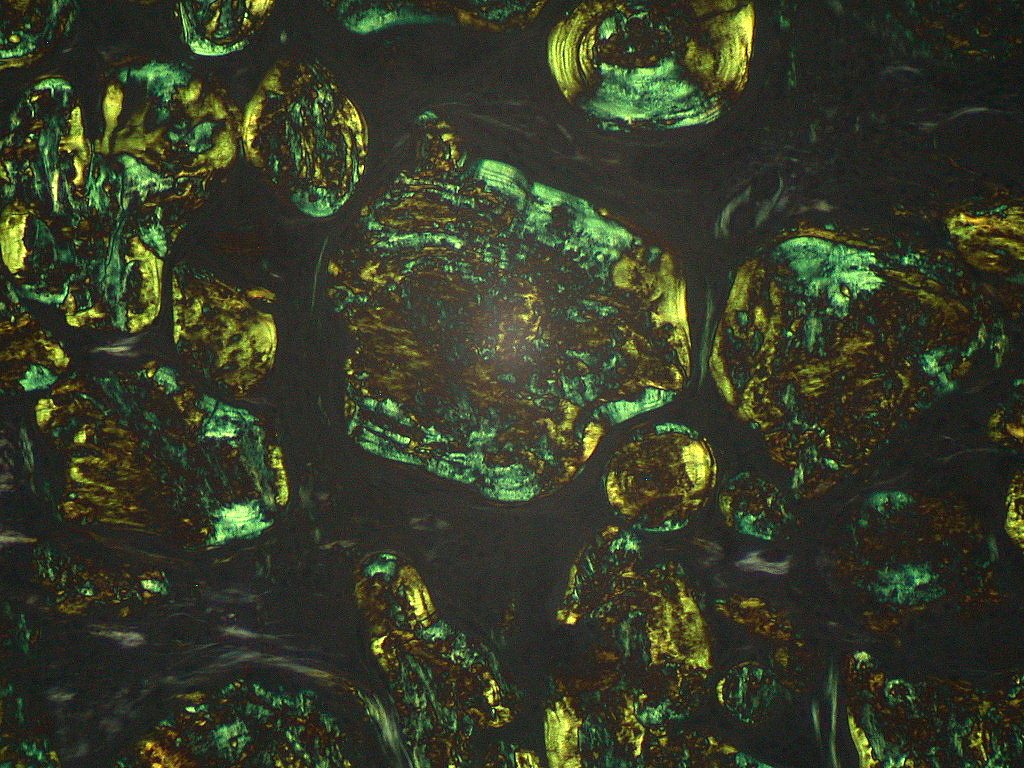
Amyloidosis, lymph node, polarizer

## 參看
- 多發性骨髓瘤
- 剛果紅

## 外部連結
- Myeloma Fourms （页面存档备份，存于）
- Stanford University Amyloid Center （页面存档备份，存于）
- Overview （页面存档备份，存于） at 梅奥医院
- Overview （页面存档备份，存于） at 克利夫兰诊所
- （页面存档备份，存于） Boston University Amyloid Treatment and Research Program
- www.amyloidosisaustralia.org Information, support and advice to anyone with Amyloidosis
- who is amy? （页面存档备份，存于） Non-profit organization dedicated to raising public awareness and funds for medical research of the life-threatening and terminal disease amyloidosis.
- Amyloidosis Awareness （页面存档备份，存于） An animated short film for physicians.
- Mini Review Amyloidosis[永久] Covering strucutre, mechanisms of action and kinetics of amyloid fibrils.